# Val di Vajolet
La Val di Vajolet (Val de Vajolet in ladino) è una valle compresa nel bacino idrografico della Val di Fassa, nelle Dolomiti. Si trova nel comune di San Giovanni di Fassa, in provincia di Trento, ed è interna al Gruppo del Catinaccio. Si congiunge alla Val di Fassa nei pressi dell'abitato di Pera di Fassa.

## Geo-morfologia

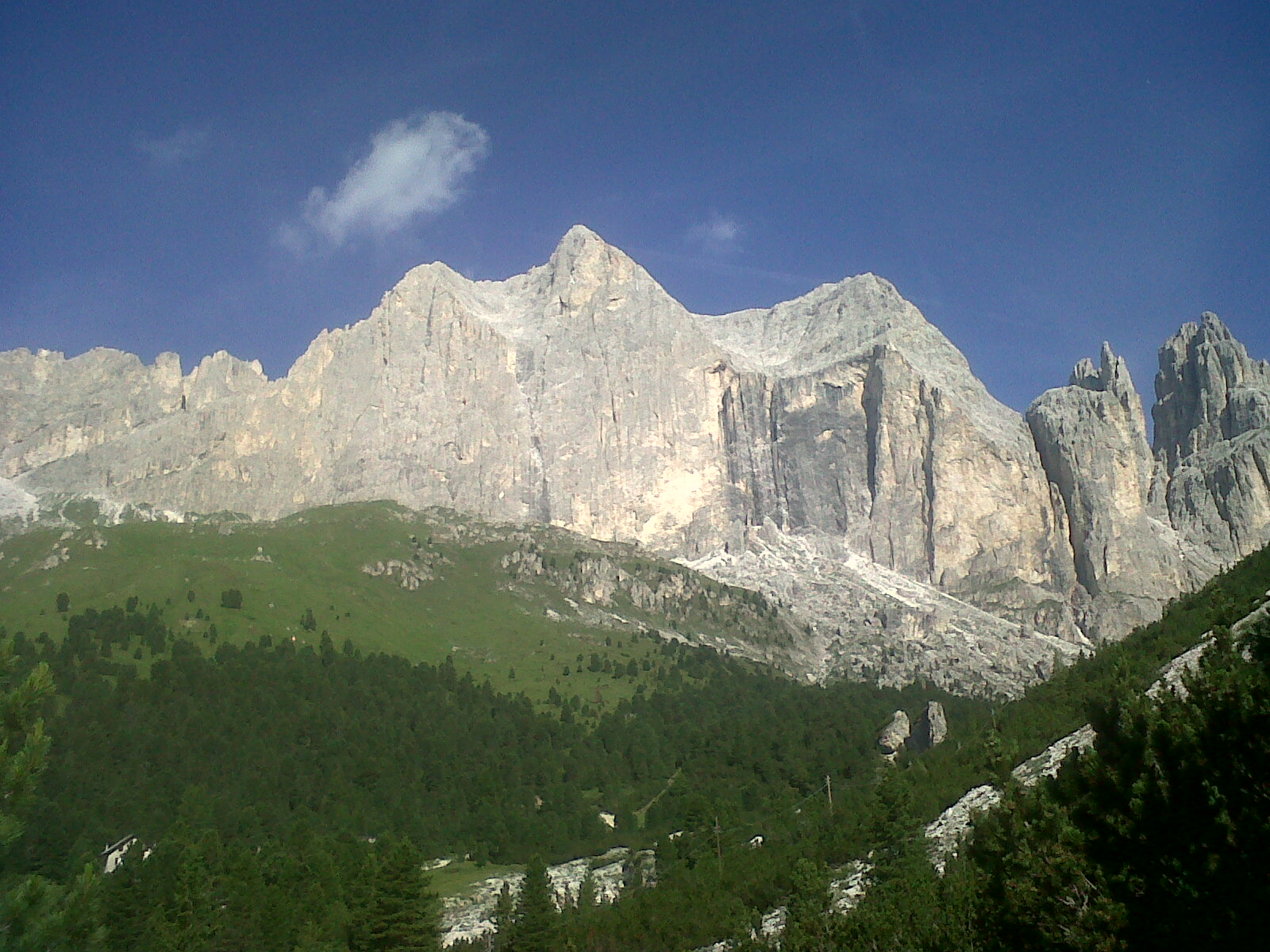
Panorama sulla Val di Vajolet con la Cima Catinaccio sullo sfondo

La Val di Vajolet è di conformazione dolomitica e di tipo glaciale. Descrive dal suo punto di partenza, il Passo di Antermoia (2770 metri sul livello del mare), un semicerchio che porta il suo orientamento dall'iniziale asse nordest-sudovest all'asse est-ovest poco prima dell'imbocco con la Val di Fassa. Può essere generalmente divisa in tre parti:
- alta, detta anche Valle di San Lorenzo, dal Passo di Antermoia alle Porte Neigre (2200 metri), presso il Rifugio Vajolet. È stretta su tre lati dalle montagne del Catinaccio: il Catinaccio d'Antermoia a nord, le Torri del Vajolet a ovest e Cima Scalieret a est. Il fondo della valle è costituito perlopiù da roccia viva e sassi di medie e piccole dimensioni. Il Ruf di Sen Lorenz, com'è chiamato il Ruf de Soal in questa prima parte, corre per qualche centinaio di metri in sotterraneo nei pressi delle Porte Neigre, un vero e proprio "salto" che introduce nel secondo tratto della valle.
- media, dalle Porte Neigre a Pian Pecei (1800 metri), è la Val di Vajolet propriamente detta: una dolce valle erbosa, con alberi d'abete nella parte più bassa, che descrive un'ampia curva verso est e s'interrompe bruscamente sotto le minacciose propaggini della Cima Catinaccio a nord, della Roda di Vaèl a ovest e del Larsech a est. All'incirca a metà di questo tratto si trova la località della Gardeccia, famosa per aver ospitato l'arrivo del Giro d'Italia 1976 e per ospitare quello del Giro d'Italia 2011, con numerosi rifugi alpini e pascoli.
- bassa, da Pian Pecei a Pera di Fassa (1320 metri). In quest'ultimo tratto la valle si restringe e la pendenza aumenta, fino a raggiungere in pochi kilometri la confluenza con la Val di Fassa.

La Val di Vajolet non presenta molte valli secondarie: le più importanti sono il Valon de Vajolet, a ovest, e il Valon de Lausa, a est.

## Accessi alla valle
L'accesso più comune alla Val di Vajolet è tramite la strada circondariale che da Pera di Fassa tocca prima l'abitato di Monzon, per poi dirigersi verso la Gardeccia. È obbligatorio un permesso da parte del Corpo forestale dello Stato per percorrerla, ma si può usufruire di un servizio navetta con partenza dalla stazione a valle degli impianti di Pera di Fassa. Esistono inoltre numerosi sentieri, che permettono il collegamento con le altre valli presenti nel gruppo. I collegamenti più comuni sono:
- dalla val di Vaèl, passando per il rifugio Roda di Vaèl e il Passo delle Cigolade, sentiero 541;
- dalla val di Vaèl, passando per il rifugio Ciampedie, sentieri 545 e 540;
- dalla val d'Ega, passando per il rifugio Fronza alle Coronelle e il passo delle Coronelle, sentieri 1 e 550;
- dalla val d'Ega, passando per il Passo Santner, Via ferrata del Passo Santner e sentiero 542;
- dalla val Ciamin, passando per il Passo Principe, sentieri 3 e 554;
- dal Valon de Antermoa (Val Udai), passando per il Passo di Antermoia, sentiero 584;
- dal Valon de Antermoa (Val Udai), passando per il Passo delle Scalette, sentiero 583.